# Eritrea vid världsmästerskapen i friidrott 2023
Eritrea tävlade vid världsmästerskapen i friidrott 2023 i Budapest i Ungern mellan den 19 och 27 augusti 2023.

## Resultat
Eritreas trupp bestod av sju idrottare.

### Herrar
Gång- och löpgrenar
| Idrottare            | Gren         | Final    | Final     |
| Idrottare            | Gren         | Resultat | Placering |
| -------------------- | ------------ | -------- | --------- |
| Merhawi Mebrahtu     | 10 000 meter | 28.50,62 | 19        |
| Goitom Kifle         | Maraton      | 2:21.28  | 48        |
| Oqbe Kibrom Ruesom   | Maraton      | 0DNF0    | 0DNF0     |
| Berhane Tsegay Tekle | Maraton      | 2:16.08  | 33        |

### Damer
Gång- och löpgrenar
| Idrottare    | Gren    | Final        | Final     |
| Idrottare    | Gren    | Resultat     | Placering |
| ------------ | ------- | ------------ | --------- |
| Dolshi Tesfu | Maraton | 2:28.54      | 10        |
| Nazret Weldu | Maraton | 2:27.23 0SB0 | 8         |